# Arothron stellatus
Arothron stellatus är en fiskart som först beskrevs av Anonymous 1798.  Arothron stellatus ingår i släktet Arothron och familjen blåsfiskar. Inga underarter finns listade i Catalogue of Life.

## Bildgalleri

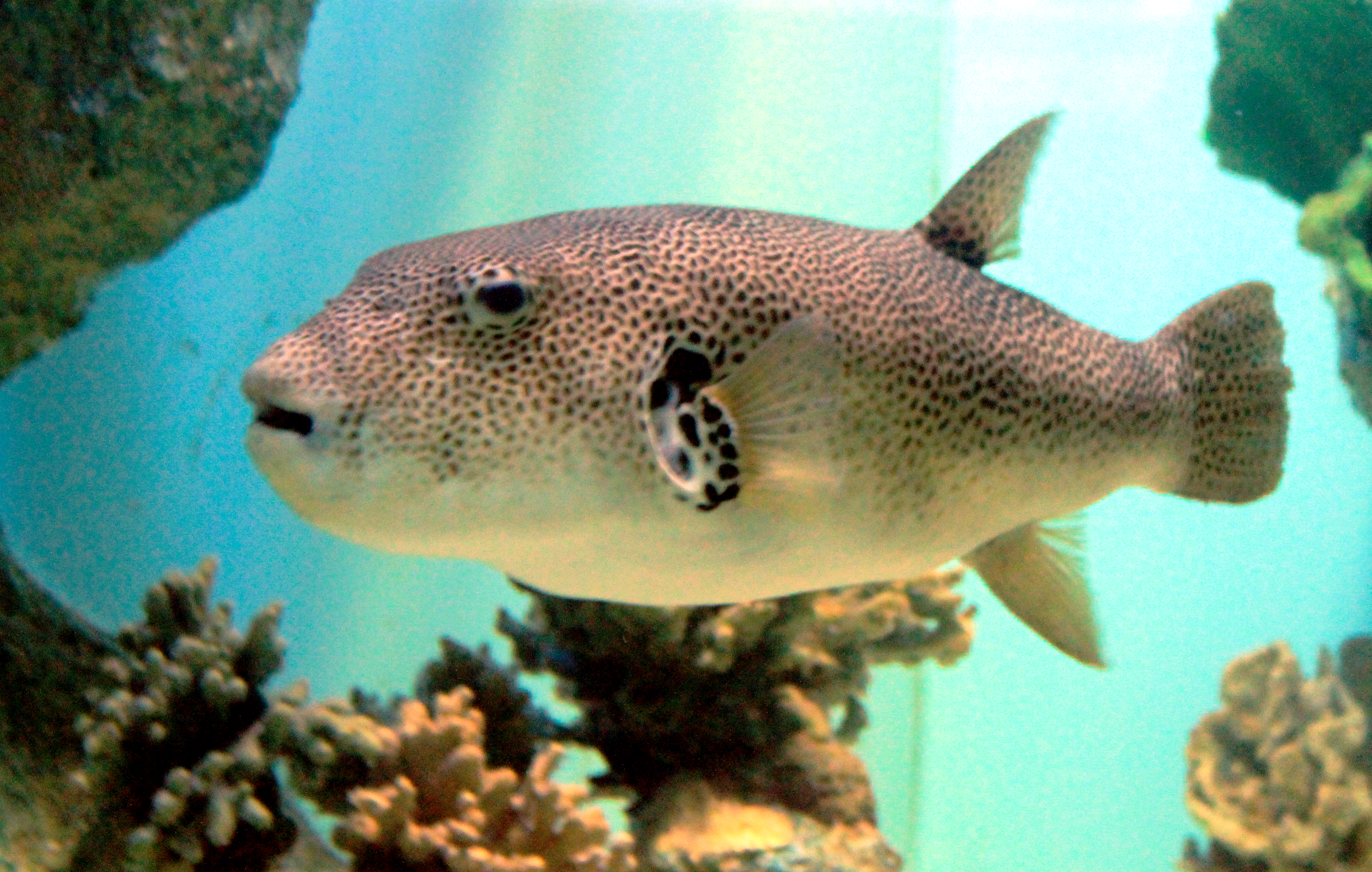
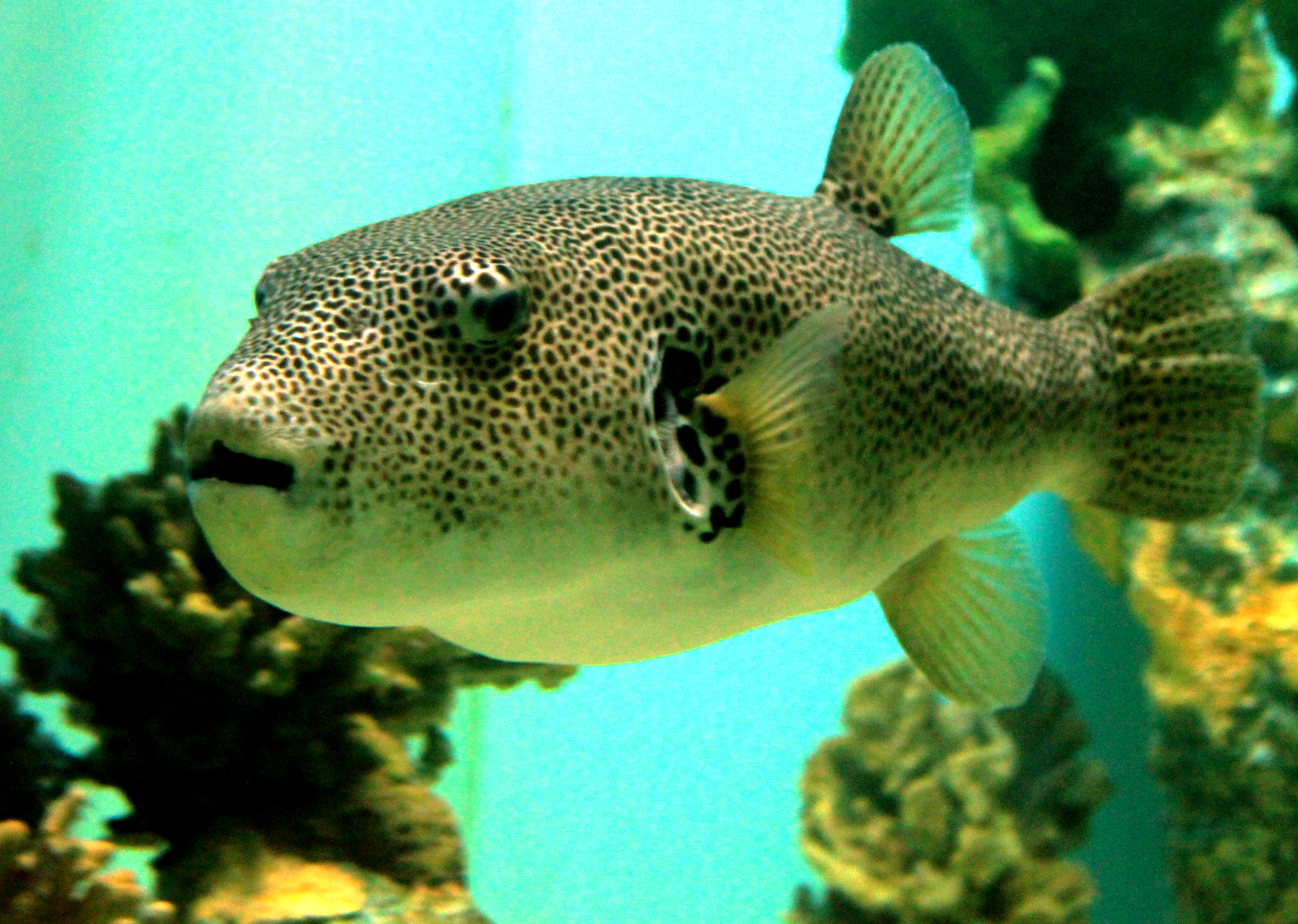
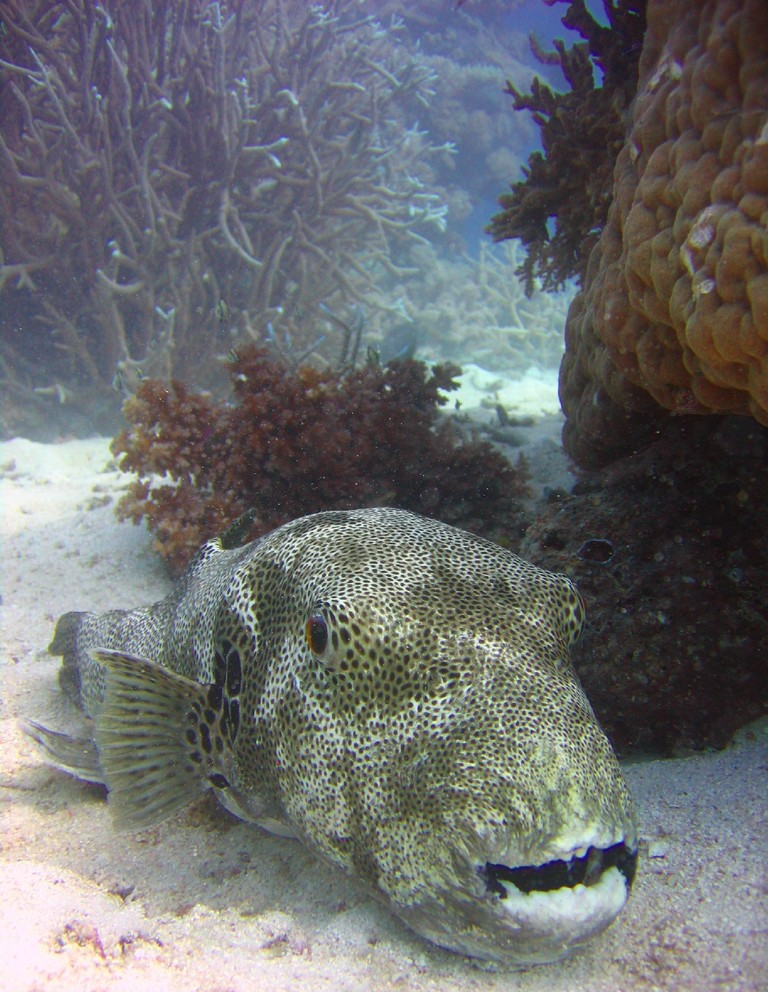
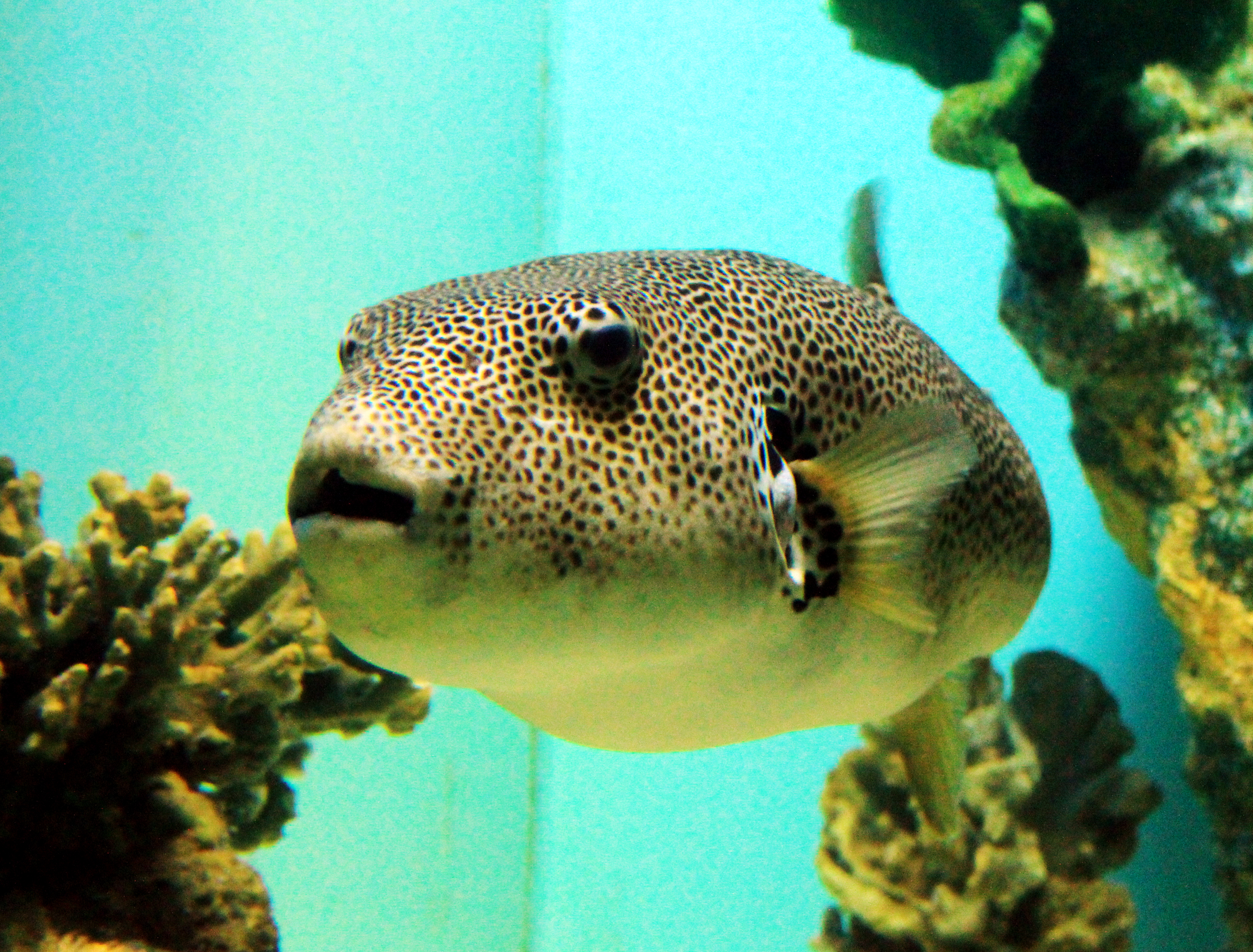
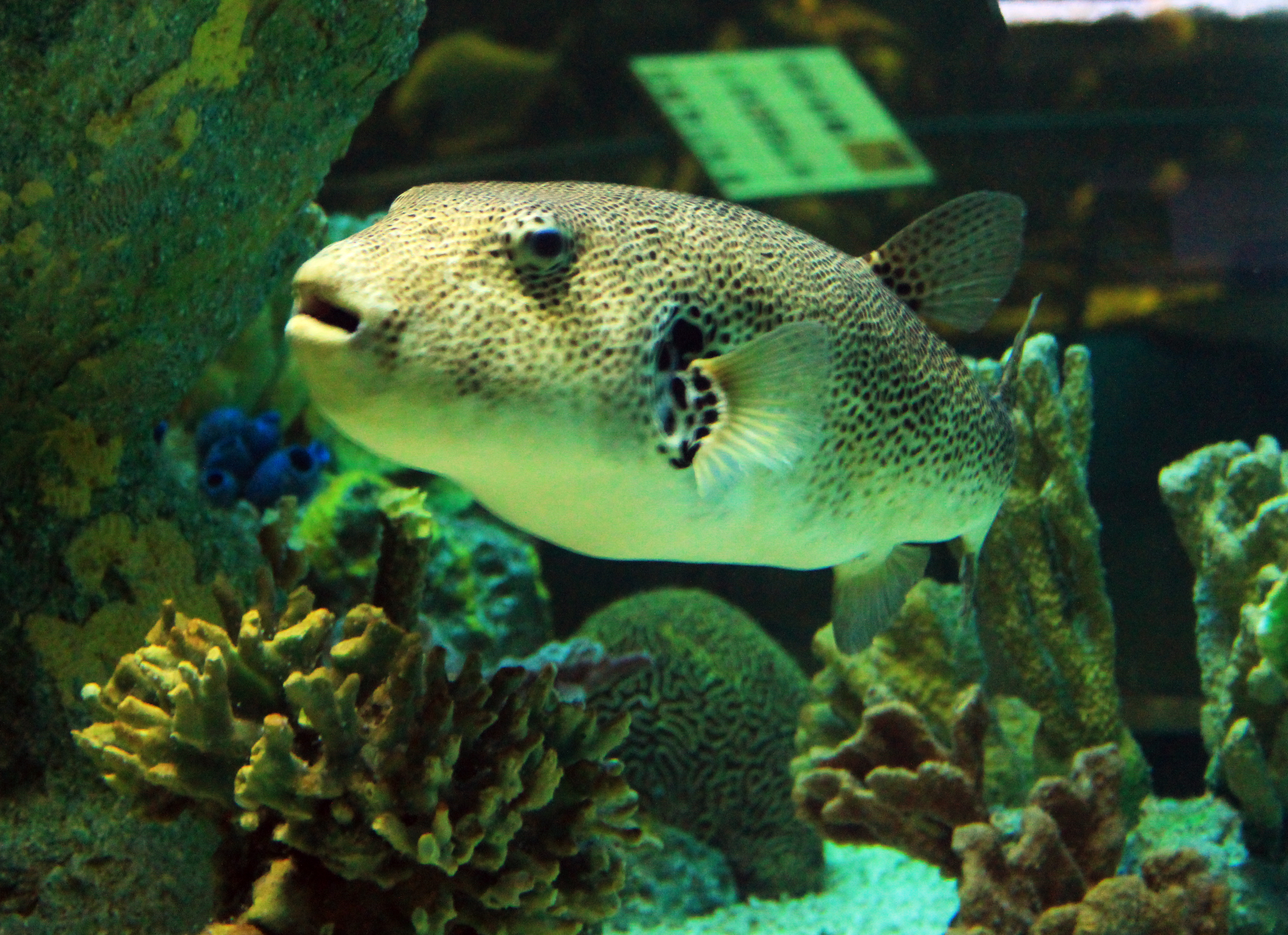
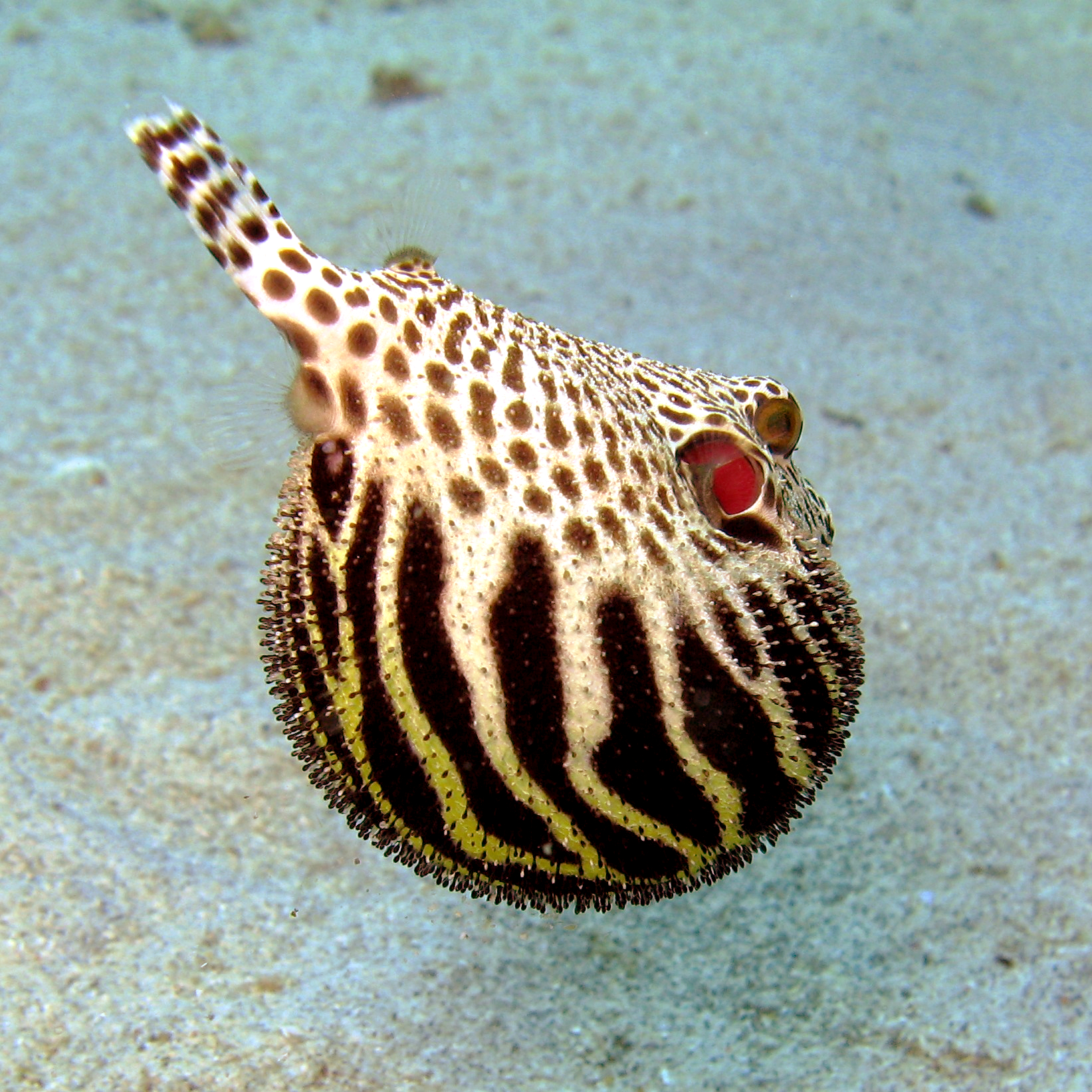